# De berg der verschrikking
De berg der verschrikking is een hoorspelserie naar The White Tower (1945) van James Ramsey Ullman. De KRO zond ze uit vanaf zondag 12 mei 1957. De regisseur was Léon Povel.

## Delen
- Deel 1: Op de vloedgolven van de oorlog (hoorspel is niet bewaard gebleven)
- Deel 2: In de ban van de Mount Everest (hoorspel is niet bewaard gebleven)
- Deel 3: De berg slaat toe (duur: 53 minuten)
- Deel 4: Oorlog op 5000 meter (duur: 52 minuten)

## Rolbezetting
- Paul Deen (de verteller)
- Jacques Snoek (Martin Ordway)
- Jos van Turenhout (Andreas Benner)
- Fé Sciarone (Carla Dehn)
- Louis de Bree (Paul Delambre)
- Rien van Noppen (Nick Radcliffe)
- John de Freese (Siegfried Hein)
- Nel Snel (vrouw van Andreas)
- Jo Vischer jr. (gids, collega van Andreas)

## Inhoud
De Weissturm torent in zijn wilde en majestueuze onmetelijkheid van rots en sneeuw en ijs hoog boven het door oorlog en haat verscheurde Europa. In voorbije jaren van vrede heeft deze grote berg de meest ervaren bergbeklimmers uit alle windstreken uitgedaagd en niemand die de beklimming vanuit de vallei van Kandermatt heeft aangedurfd is er ooit in geslaagd. De oorlog heeft in het neutrale Zwitserland lieden van allerlei slag bij elkaar gebracht en in het afgelegen Kandermatt zitten zes vreemd bij elkaar passende mensen - vijf mannen en een vrouw - die er boven alles op uit zijn om de Weissturm te beklimmen, ongeacht de daaraan verbonden gevaren, en elk heeft zo zijn eigen reden: om een doel in het leven te hebben, om als gids te dienen, om nieuwe vormen van flora en fauna te ontdekken, om vaders dood op diezelfde bergflanken te wreken, om de geliefde te vergezellen…